# Gmina Tokarnia
Die Gmina Tokarnia ist eine Landgemeinde im Powiat Myślenicki der Woiwodschaft Kleinpolen in Polen. Ihr Sitz ist das gleichnamige Dorf.

## Gliederung
Zur Landgemeinde (gmina wiejska) Tokarnia gehören folgende sechs Dörfer mit einem Schulzenamt:
Bogdanówka, Krzczonów, Skomielna Czarna, Tokarnia, Więciórka und Zawadka.